# Ewa Sułkowska-Bierezin
Ewa Ernestyna Sułkowska-Bierezin (ur. 21 kwietnia 1935 w Warszawie, zm. 16 lipca 2013 w Łodzi) – polska dziennikarka, działaczka opozycji demokratycznej w okresie PRL.
Żona poety Jacka Bierezina, siostra poety i dziennikarza Witolda Sułkowskiego.

## Życiorys
Od 1945 mieszkała w Łodzi. Ukończyła studia na Politechnice Łódzkiej (1959), następnie pracowała na tej uczelni jako asystent w Instytucie Elektrotechniki (1960–1971). Po marcu 1968 została odsunięta od zajęć dydaktycznych i pozbawiona stypendium doktoranckiego. Od wiosny 1969 związana z antykomunistyczną niejawną organizacją Ruch. W lipcu 1970 została na kilka miesięcy aresztowana, następnie zwolniona z pracy. Od 1973 była pracownikiem Instytutu Techniki Cieplnej w Łodzi. Od 1976 współpracowała z Komitetem Obrony Robotników i następnie KSS „KOR”. Od jesieni 1977 pisywała regularnie w drugoobiegowym kwartalniku „Puls” i uczestniczyła w pracach jego redakcji. W tym samym roku należała do założycieli Niezależnego Klubu Dyskusyjnego w Łodzi. W mieszkaniu małżonków Bierezinów organizowano jawne spotkania opozycjonistów.
Po sierpniu 1980 zaangażowana w organizację struktur „Solidarności”, m.in. od maja 1981 była członkinią komisji rewizyjnej Regionu Ziemia Łódzka związku, a od listopada 1981 przewodniczącą tej komisji. Po wprowadzeniu stanu wojennego internowana na okres od 13 grudnia 1981 do 22 lipca 1982, osadzona m.in. w Gołdapi. W lutym 1983 wyemigrowała do Stanów Zjednoczonych, pracowała jako redaktor pism „Dziennik Związkowy” (1986–2001) i „2B” (1993–2000), współpracowała też z Radiem Wolna Europa (1983–1986) i „Nowym Dziennikiem” (1990–2003). Zajmowała się organizowaniem akcji wspierania opozycji demokratycznej w Polsce, tworzyła i tłumaczyła teksty opozycyjnych piosenek. Do Polski wróciła w 2003.
Opracowała wraz z Ewą Rogalewską publikację „Orła wrona nie pokona”, czyli co pomagało nam przetrwać. Śpiewnik internowanych (wyd. IPN, Białystok 2009), redagowała też opracowanie Puls. Nieregularny kwartalnik literacki nr 13 bis 1977–1981. Antologia tekstów publikowanych na łamach edycji krajowej (wyd. SPP Oddział w Łodzi, Łódź 2007). Została członkinią Stowarzyszenia Wolnego Słowa, wybrano ją w skład zarządu tej organizacji.

## Odznaczenia i wyróżnienia
W 2011 prezydent Bronisław Komorowski odznaczył ją Krzyżem Oficerskim Orderu Odrodzenia Polski. W 2009 otrzymała Srebrny Medal „Zasłużony Kulturze Gloria Artis”. W 2012 została laureatką Nagrody Miasta Łodzi. W 2016 pośmiertnie odznaczona Krzyżem Wolności i Solidarności.